# Кучешка акула
Кучешката акула (Mustelus mustelus) е вид акула от семейство Triakidae. Видът е уязвим и сериозно застрашен от изчезване.

## Разпространение и местообитание
Разпространен е в Албания, Алжир, Ангола, Бенин, Босна и Херцеговина, Великобритания, Габон, Гамбия, Гана, Гвинея, Гвинея-Бисау, Гърция, Демократична република Конго, Египет, Екваториална Гвинея, Западна Сахара, Ирландия, Испания (Канарски острови), Италия, Камерун, Кот д'Ивоар, Либерия, Либия, Ливан, Мавритания, Мароко, Намибия, Нигерия, Португалия (Мадейра), Сао Томе и Принсипи, Сенегал, Сиера Леоне, Сирия, Того, Тунис, Турция, Франция, Хърватия, Черна гора и Южна Африка.
Обитава крайбрежията и пясъчните дъна на океани, морета и заливи. Среща се на дълбочина от 9 до 437 m, при температура на водата от 7 до 19,8 °C и соленост 33,9 — 38,6 ‰.

## Описание
На дължина достигат до 2 m.
Продължителността им на живот е около 24 години. Популацията на вида е намаляваща.